# سياران ماكدونالد
سياران ماكدونالد (بالإنجليزية: Ciarán McDonald)‏ هو لاعب كرة القدم الغالية أيرلندي، ولد في 11 يناير 1975 في Castlebar ‏ في جمهورية أيرلندا.